# Дейок
Дейок — основатель и первый царь Мидии, правивший в 700—647 до н. э.

## Биография
По свидетельству Геродота, Дейок был основателем централизованного Мидийского царства. До него мидийцы «жили по деревням», под чем как мы должны предположить, историк имел в виду отсутствие у них городов, и, следовательно, с точки зрения греческой политической мысли времён самого Геродота, они оставались дикарями, не имевшими к тому же центрального правительства. Дейок, сын Фраорта пользовался репутацией справедливого и неподкупного человека, так что мидийцы пригласили его выполнять роль судьи для разрешения споров. Он согласился при условии провозглашения его царём и строительства большого города в Экбатанах (совр. Хамадан), будущей столице Мидии. Так возникла царская власть и центральное правительство для множества мидийских племён. Дейок же, как пишет историк, правил 53 года.
В других греческих источниках (Диодор, Фемистий, Полиен, Дион Златоуст), где упоминается Дейок, почти ничего не было добавлено к информации, предоставленной Геродотом. Рассказ Геродота, по-видимому, основан на устной традиции; из него ученые сделали вывод, что Дейок был основателем мидийской царской династии и первым мидийским царём, получившим независимость от Ассирии. Но следует подчеркнуть, что сообщение Геродота представляет собой смесь греческих и восточных легенд и, содержа в себе некоторые элементы исторической реальности, в основной своей части не является исторически достоверным.

## Тождество с Дайаукку
Была предпринята попытка идентифицировать человека по имени Дайаукку (в реляции о предпринятом в 715 году до н. э. Саргоном II походе об этом человеке говорится как о правителе одной из областей Манны) с лицом, которому Геродот приписывает основание Мидийской династии и объединение мидийцев. Прежде всего, здесь обнаруживаются явные хронологические нестыковки, ибо по данным Геродота, Дейок должен был вступить на престол около 700 года до н. э., то есть примерно через 15 лет после того, как Саргон, согласно ассирийским текстам, сослал пленённого им Дайаукку с семьёй в сирийскую область Хамат. Во-вторых, имя Дайаукку, возможно не является иранским, не говоря уже о том, что оно вряд ли мидийское. Скорее, оно могло быть хурритским, и предложение это вполне разумно, поскольку в политическом отношении ассирийские источники связывают этого деятеля с Манной, для которой засвидетельствованы и другие хурритские имена. В любом случае Манна как политическая единица чётко отделена в источниках от Мидии. Наконец, в связи с Дайаукку в клинописных текстах нет никаких свидетельств о том, что этот человек предпринял что-либо для объединения Мидии. Саргон во время той же экспедиции, когда он пленил Дайаукку, собрал дань с двадцати двух мидийских вождей.

## Тождество с Киаксаром I
Диодор в своем труде «Историческая библиотека» приводит следующие слова: 

«Так Геродот, живший во времена Ксеркса, говорит, что после того как ассирийцы правили Азией в течение пятисот лет, они были завоёваны мидийцами, и в дальнейшем, на протяжении многих поколений, не царь осуществлял верховную власть, но города самостоятельно вели демократическое правление. И, наконец, тем не менее, после многих лет, человек, отличавшийся справедливостью, по имени Киаксар, был избран царём среди мидийцев. Он был первым, кто попытался присоединить к себе соседние народы, и стал основателем Мидийской империи … по свидетельству Геродота, только на второй год семнадцатой олимпиады Киаксар был избран царём Мидии (711 год до н. э.)».
То есть деяния Дейока (по Геродоту) Диодор приписывает некому Киаксару. На основании этого некоторыми историками была выдвинута теория о существовании Киаксара I. Но, по всей видимости, появление у Диодора этого царя основано на ошибке: в данном месте он излагает Геродота, о чём прямо и говорит, и кроме Геродота и Ктесия, другими источниками не пользуется, между тем, ни Геродот, ни Ктесий никакого Киаксара I не упоминают. К тому же в другом месте своего труда Диодор упоминает и Дейока, царя Мидии: 

«Дейок, царь Мидии, несмотря на окружавшие его многие грехи, практиковал праведность и другие добродетели».
| Династия мидийских царей |                                                        |                  |
| Предшественник: —        | мидийский царь около 700—647 до н. э. (правил 53 года) | Преемник: Фраорт |